# بریج‌ویل (نیویورک)

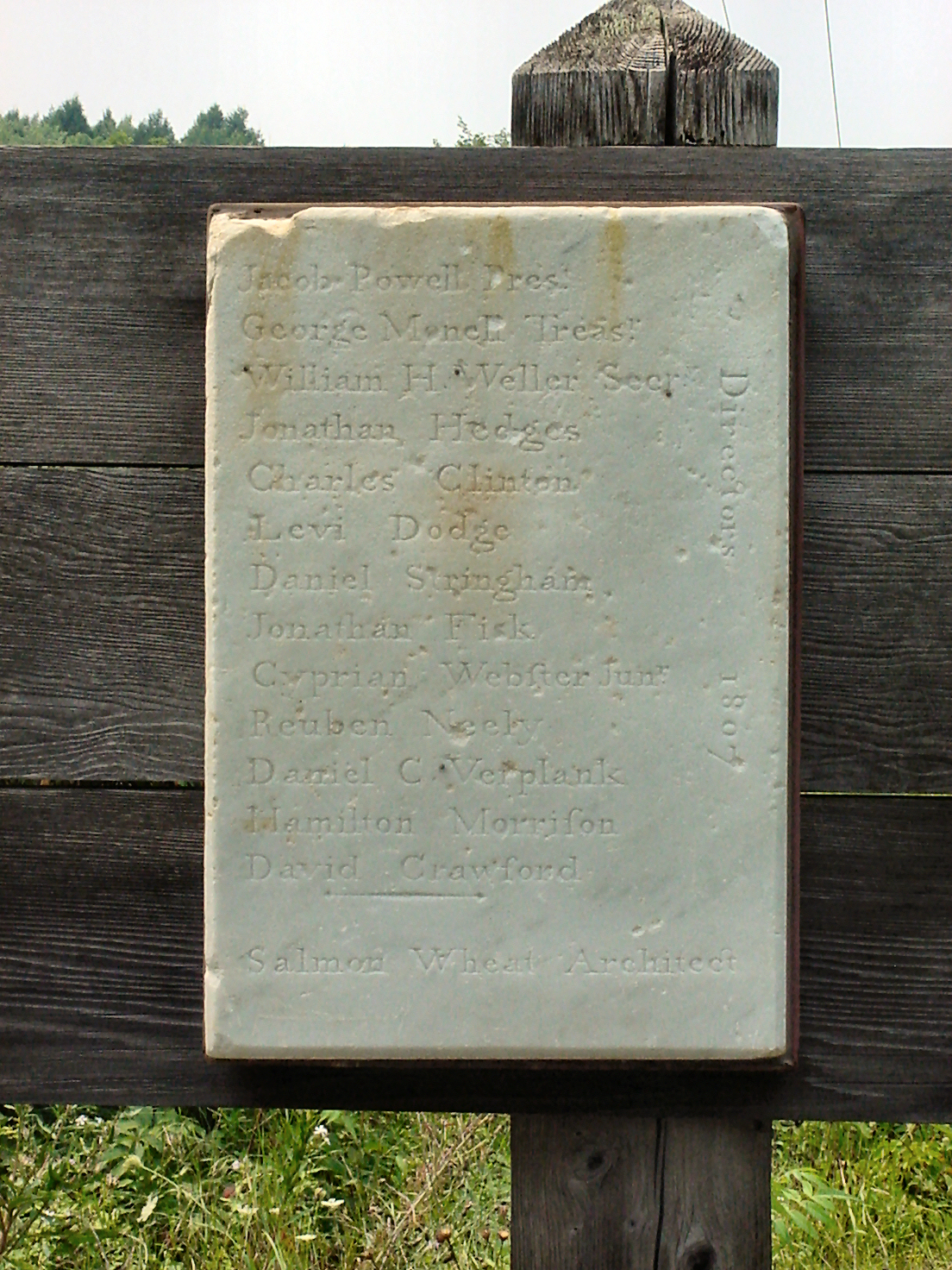
بریج‌ویل

بریج‌ویل (به انگلیسی: Bridgeville) یک منطقهٔ مسکونی در ایالات متحده آمریکا است که در شهرستان سولیوان، نیویورک واقع شده‌است.